# مارتن مولروني
مارتن بريان مولروني  (20 مارس 1939 – 29 فبراير 2024)، قاد حكومة كندا بصفته رئيس الوزراء الثامن عشر من 17 سبتمبر 1984 إلى 25 يونيو 1993.
أدخل مولروني إصلاحات اقتصادية كبيرة مثل اتفاقية التجارة الحرة بين كندا والولايات المتحدة الأمريكية وضريبة السلع والخدمات. عمل محاميًا ورجل أعمال في مونتريال قبل انضمامه للسلك الدبلوماسي. رشح مولروني نفسه عن حزب المحافظين التقدميين وانتُخب بأغلبية في الانتخابات الفيدرالية عام 1984 ضد جون ترنر من الحزب الليبرالي وإد برودبنت من الحزب الديمقراطي الجديد، محققًا أكثر من 50% من الأصوات لأول مرة منذ 1958 وزاد عدد مقاعد حزبه 111 ليصل إلى 211 مقعداً، وهو أكبر رقم حققه أي حزب في التاريخ الكندي. واحتفظ برقم قياسي للأصوات (6.3 مليون) حتى انتخابات 2015.
قدم مولروني في عام 1987 إصلاحًا دستوريًا باسم اتفاق بحيرة ميتش لإقناع حكومة مقاطعة كيبك بقبول التعديلات الدستورية لعام 1982. لم تصادق حكومتا مقاطعتي مانيتوبا ونيوفاونلدلاند على القرار قبل الموعد النهائي، مما أدى إلى فشل الإصلاح الدستوري في عام 1990. دفع هذا الفشل إلى بدء جولة جديدة من الاجتماعات في تشارلوت تاون بين عامي 1991 و1992. قدم مولروني اتفاقية تشارلوت تاون التي كانت تهدف إلى إحداث تغييرات كبيرة في الدستور، بما في ذلك الاعتراف بكيبك كمجتمع بحد ذاته. على الرغم من ذلك، فشلت الاتفاقية بعد طرحها في استفتاء وطني في أكتوبر 1992. أدى انهيار اتفاقية بحيرة ميتش إلى انقسام وطني وإحياء النزعة الانفصالية في كيبك، مما نتج عنه تأسيس الكتلة الكيبيكية وصعودها.
عارض مولروني نظام الفصل العنصري في جنوب أفريقيا، والتقى قادة معارضين للنظام خلال ولايته. تسبب بموقفه خلافات مع الحكومتين الأمريكية والبريطانية، لكنه اكتسب احترامهما في مواضيع أخرى. شهدت فترة رئاسته الأولى تفجير رحلة الطيران الهندية رقم 182 في 1985، الحدث الأكبر من حيث عدد القتلى في تاريخ كندا. تعرض رده على الهجوم لانتقادات شديدة. عارضت حكومته التدخل الأمريكي في نيكاراغوا بقيادة ريغان، واستقبلت لاجئين من السلفادور وغواتيمالا ودول أخرى تحكمها أنظمة قمعية مدعومة من إدارة ريغان.
ركز مولروني على حماية البيئة في سياسات حكومته. أصبحت كندا أول دولة صناعية تصدق على اتفاقية التنوع البيولوجي واتفاقية التغير المناخي المتفق عليهما في مؤتمر الأمم المتحدة المعني بالبيئة. أنشأ حكومته عدة حدائق وطنية بارزة، منها حديقة شبه جزيرة بروس الوطنية، ومنتزه غواي هاناس الوطني، وحديقة غراسلاندز الوطنية. أصدرت الحكومة أيضًا قانون التقييم البيئي الكندي وقانون حماية البيئة الكندي.
طرح مولروني خلال ولايته الثانية ضريبة السلع والخدمات لتحل محل ضريبة مبيعات الشركات المصنعة. أثار هذا الاقتراح استياءً واسعاً وجدلاً في مجلس الشيوخ، إلى جانب الركود الاقتصادي وانهيار اتفاقية شارلوت تاون، مما أدى إلى تراجع شعبيته. استقال مولروني وسلم السلطة إلى كيم كامبل، التي أصبحت رئيسة مجلس الوزراء الكندي التاسعة عشرة في 25 يونيو 1993.

## النشأة (1939–1955)
وُلد مارتن بريان مولروني في 20 مارس 1939 في بلدة بيه كومو في مقاطعة كيبك الكندية لأبوين إيرلنديين كاثوليكيين، ماري إيرين (ماري أوشيا قبل الزواج) وبنديكت مارتن بريان مولروني، الذي عمل كهربائيًا في مصنع للورق. أكمل مولروني تعليمه الثانوي في مدرسة روم كاثوليكية يديرها "جامعة سانت توماس" في ميراميشي، نيو برونزويك، بسبب عدم توفر مدارس ثانوية كاثوليكية تدرِّس بالإنجليزية في بلدته. كرمت جامعة سانت توماس مولروني بإطلاق اسمه على أحد مبانيها في 2001. عمل بنديكيت مولروني ساعات إضافية وأصلح الأعطال لكسب أموال إضافية لتعليم أبنائه وتشجيع ابنه الأكبر على دخول الجامعة.
روى مورلي قصص ناشر الصحف روبرت آر ماكورميك، الذي أسست شركته بلدة بيه كومو. غنى مولروني أغانٍ باللغة الأيرلندية لماكورميك، وكرّمه الأخير في كل مرة بخمسين دولارًا. نشأ مارتن بريان مولروني متحدثًا اللغتين الإنجليزية والفرنسية بطلاقة.

## عائلته
تزوج مارتن بريان مولروني من ميلا بيفنيكي، ابنة الطبيب الصربي ديمتري ميتا بيفنكي من سراييفو، في 26 مايو 1973. دعمت ميلا زوجها بريان في مواجهة انتقادات النسويات البارزات، مثل شيلا كوبس. استخدمت الحملات الانتخابية العديد من الدبابيس التي أظهرت وجه مولروني وزوجته بيفنيكي. قال رئيس وزراء أونتاريو، بيل ديفيس، لبريان: "ستمنحك ميلا أصواتًا أكثر من تلك التي ستتمكن أنت من جمعها بنفسك".
تمتلك عائلة مولروني أربعة أبناء: كارولين وبنديكت (بن) ومارك ونيكولاس. تخوض كارولين العمل السياسي مع حزب المحافظين التقدمي وتمثل حاليًا منطقة يورك سيمكو الانتخابية كوزيرة للنقل والشؤون الخارجية والفرانكوفونية في أونتاريو. يعمل ابنها بن مقدمًا لبرنامج «صباحك» على قناة سي تي في الكندية. يعمل مارك ونيكولاس في قطاع الخدمات المالية في تورنتو. 
مولروني يُعتبر جد لويس لافام الثالث، والتوأم بيرس وإليزابيث ثيودورا لافام، وميراندا بروك لافام من ابنته كارولين. بالإضافة إلى ذلك، يُعد جد التوأم بريان جيرالد ألكسندر وجون بنديكت ديمتري، وابنته إيزابيل فيرونيكا (المعروفة باسم آيفي) من ابنه بن وزوجته جيسيكا. شهد التوأم حفل زفاف الأمير هاري وميغان ميركل في 19 مايو 2018 بصفتهم صبية الزفاف وحملة وشاح العروس، وشارك والدهم وأختهما كوصيفة شرف في الزفاف.

## التعليم (1955–1964)
التحق مولروني بـجامعة القديس فرانسيس كزافييه في خريف عام 1955 وكان في سنته الجامعية الأولى. بدأت حياته السياسية مع تجنيده في مجموعة المحافظين التقدميين في الجامعة من قبل لويل موراي وآخرين منذ سنته الأولى. أصبح لويل موراي، الذي عُيِّن في مجلس الشيوخ الكندي عام 1979، صديقًا مقربًا ومستشارًا. كوّن مولروني صداقات دائمة مع جيرالد دوسيت، فريد دوسيت، سام واكيم، وباتريك مكآدام. اعتنق التنظيم السياسي بحماسة وساعد مرشح حزب المحافظين المحلي في حملته الانتخابية الناجحة لـمقاطعة نوفا سكوشا عام 1956؛ حيث فاز المحافظون بقيادة روبرت ستانفيلد على مستوى المقاطعة بشكل مفاجئ.
انضم مولروني إلى لجنة الشباب من أجل ديفنبيكر خلال مؤتمر القيادة لعام 1956 في أوتاوا. أُعجب مولروني بخطابة جون ديفنبيكر القوية وسهولة وصوله إليه. قاد تيد روجرز، وريث مستقبلي للأعمال الكندية، اللجنة. أقام مولروني صداقة مبكرة مع ديفنبيكر، الذي فاز بالقيادة، وتلقى مكالمات هاتفية منه.
فاز مولروني في مسابقات الخطابة العامة في جامعة سانت فرانسيس كزافييه، وشارك في فريق المناظرات بالمدرسة دون هزيمة في المناظرات بين الجامعات. نشط في سياسة الحرم الجامعي، وشارك بتميز في برلمانات نموذجية، وترأس برلماناً نموذجياً كبيراً في منطقة الماريمت عام 1958.
ساعد مولروني في حملة الانتخابات الوطنية لعام 1958 في نوفا سكوشا، ما أدى إلى تحقيق أكبر أغلبية في تاريخ مجلس العموم الكندي. تخرج مولروني من جامعة سانت فرانسيس كزافييه بدرجة العلوم السياسية في عام 1959، ثم سعى للحصول على درجة القانون من مدرسة دالهوزي للقانون في هاليفاكس. أقام مولروني صداقات مع رئيس وزراء حزب المحافظين في نوفا سكوشا، روبرت ستانفيلد، ومستشاره الرئيسي دالتون كامب خلال هذه الفترة. ساعد مولروني في حملة إعادة انتخاب ستانفيلد الناجحة عام 1960. أهمل مولروني دراسته وأصيب بمرض خطير مما استدعى نقله إلى المستشفى. رغم حصوله على تمديدات لعدة مواد، ترك برنامجه في دالهوزي بعد السنة الأولى. قدم مولروني طلبًا إلى جامعة لافال في مدينة كيبيك لمتابعة دراسته القانونية فيها لاحقًا في عام 1960.
في كيبك (مدينة)، كوّن مولروني صداقة مع رئيس وزراء كيبيك المستقبلي دانييل جونسون (سياسي) وزار المجلس التشريعي الإقليمي، حيث أقام علاقات مع السياسيين والمساعدين والصحفيين. في لافال، أسس مولروني شبكة من الأصدقاء، بينهم لوسيان بوشارد، برنارد روي، ميشيل كوجير، مايكل ميغين، وجان بازين، الذين ساهموا بشكل بارز في السياسة الكندية لسنوات لاحقة.
عينت أوتاوا مولروني مساعدًا تنفيذيًا مؤقتًا لـ آلفين هاميلتون، وزير الزراعة، في صيف 1962. دعا هاميلتون مولروني لمرافقته بجولة الحملة الانتخابية بعد الإعلان عن انتخابات فدرالية، فاكتسب خبرة قيمة كمنظم شاب.

## محام عمالي (1964–1976)
بعد تخرجه من لافال عام 1964، انتقل مولروني إلى مونتريال للانضمام إلى شركة هوارد، كيت، أوغلفي. كانت الشركة أكبر شركة محاماة في دول الكومنولث وقتها. فشل مولروني في اجتياز امتحانات نقابة المحامين مرتين، لكن الشركة احتفظت به لشخصيته الساحرة. اجتاز الامتحان لاحقاً وقُبل في نقابة المحامين في كيبيك عام 1965 وبدأ ممارسة المحاماة كمحامي عمالي. عمل في لجنة تحقيق لوران بيكار حول موانئ سانت لورانس. اشتهر بإنهاء إضرابات في واجهة مونتريال، حيث التقى المحامي دبليو. ديفيد بيتر الذي أصبح جامع تبرعات في حملاته. التقى أيضاً ستانلي هارت من ستيكمان إليوت، الذي ساعده في مسيرته السياسية كرئيس موظفي مولروني.
في عام 1966، ترشح دالتون كامب، رئيس حزب المحافظين التقدميين، لإعادة الانتخاب، مما اعتبره الكثيرون استفتاءً على زعامة ديفينبيكر. بلغ ديفينبيكر السبعين في عام 1965. دعم مولروني كامب مع أغلب جيله، ولكن فضّل الابتعاد عن الأضواء لصداقته مع ديفينبيكر. بعد فوز كامب بصعوبة، دعا ديفينبيكر إلى مؤتمر لاختيار الزعيم في تورونتو عام 1967. دعم مولروني، مع جو كلارك وآخرين، وزير العدل السابق إي ديفي فولتون. ومع انسحاب فولتون، نقل مولروني دعمه إلى روبرت ستانفيلد، الذي فاز في النهاية. أصبح مولروني، البالغ من العمر ثمانية وعشرين عامًا، مستشارًا رئيسيًا للزعيم الجديد في كيبيك.
تعززت سمعة مولروني المهنية عندما أنهى إضرابًا كان يُعتبر مستحيلاً في جريدة مونتريال لا برس. أصبح مولروني ومالك الصحيفة، رجل الأعمال الكندي بول ديسماريس، أصدقاء. ازدادت سمعة مولروني في شركته بشكل ثابت بعد الصعوبات الأولية، وأصبح شريكًا في عام 1971.
حققت انطلاقة مولروني الكبيرة أثناء لجنة كليشيه في عام 1974، التي أنشأها رئيس وزراء كيبيك روبرت بوراسا للتحقيق في مشروع خليج جيمس، أكبر مشروع كهرومائي في كندا. اندلعت أعمال عنف في صراع النقابة. عين بوراسا روبرت كليشيه، زعيم حزب الديمقراطيين الجدد السابق، لقيادة اللجنة لضمان حياديتها. طلب كليشيه من مولروني الانضمام وضم مولروني لوسيان بوشارد كمستشار. كشفت اللجنة تسلل مافيا النقابات، ما زاد شهرة مولروني في كيبيك، بعد تغطية إعلامية مكثفة. اعتمدت حكومة بوراسا تقرير اللجنة، وكشفت عن تورط بول ديسروشيرز، موظف بوراسا، في اجتماعات مع زعيم النقابة أندريه ديجاردان. رفض مولروني استدعاء بوراسا للشهادة رغم طلب بوشارد، لتجنب 'انتهاك الامتياز التنفيذي'. لاحقًا، وطد مولروني وبوراسا صداقتهما، وكان لذلك دور حاسم في حملة مولروني الانتخابية عام 1988.

### انتخابات القيادة التقدمية المحافظة عام 1976
خسر حزب المحافظين التقدميين بقيادة ستانفيلد انتخابات 1974 لصالح الليبراليين بقيادة بيير ترودو، مما دفع ستانفيلد للاستقالة. دخل مولروني السباق لخلافته دون ترشح سابق لمنصب منتخب. اعتُبر مولروني وكلود فاغنر قادرين على تعزيز موقف الحزب في كيبيك التي دعمت الليبراليين طويلاً. سبق لمولروني أن ساهم في انضمام فاغنر للحزب، لكنهما تنافسا على دعم مندوبين من كيبيك جمعهم فاغنر، ومنع مولروني من أن يصبح مندوباً مصوتاً.  
أنفق مولروني حوالي 500،000 دولار في حملته، متجاوزاً المرشحين الآخرين، وحصل على لقب "مرشح كاديلاك". في مؤتمر القيادة لعام 1976، جاء مولروني ثانياً بعد فاغنر في الجولة الأولى، لكن حملته المكلفة وصورته اللامعة وقلة خبرته والمواقف السياسية غير الواضحة أضعفت شعبيته بين المندوبين، وتقدم عليه الفائز جو كلارك في الجولة الثانية. لم يقدم مولروني إفصاحاً مالياً كاملاً عن نفقات حملته، وانتهت بحملة مثقلة بالديون.

## القيادة التجارية (1976–1983)
شغل مولروني منصب نائب الرئيس التنفيذي لشركة خام الحديد الكندية، التابعة لثلاث شركات صلب أميركية كبرى، وتلقى راتباً مرتفعاً. عُيّن رئيساً للشركة عام 1977. أنشأ مولروني علاقات عمل محسنة بفضل خبرته في قانون العمل، وأسهم ارتفاع أسعار السلع في ازدهار أرباح الشركة. في عام 1983، نجح في التفاوض لإغلاق منجم شيفيرفيل، محققاً تسوية سخية للعمال المتأثرين. بعد خسارته في سباق القيادة عام 1976، تعامل مولروني مع إدمان الكحول والاكتئاب لبضع سنوات، ويُنسب تعافيه إلى زوجته ميلا. أصبح مولروني ممتنعاً عن شرب الكحول منذ عام 1979. خلال عمله في الشركة، استخدم طائرتها التنفيذية بشكل مكثف للسفر مع زملاء العمل في رحلات صيد. وسّع مولروني شبكته السياسية بين قادة الأعمال والمحافظين، مما عزز سمعته التجارية ودفعه للانضمام إلى عدة مجالس إدارة.

## زعيم المعارضة (1983–1984)
قاد جو كلارك حزب المحافظين التقدمي إلى حكومة أقلية في الانتخابات الفيدرالية لعام 1979، وأنهى بذلك 16 عامًا من حكم الليبراليين. سقطت الحكومة في ديسمبر 1979 بعد فشل اقتراح الثقة نتيجة ميزانية حكومته الأقلية. خسر حزب المحافظين الفيدراليين الانتخابات بعد شهرين لصالح ترودو والليبراليين. انتقد المحافظون كلارك بسبب تأخره في توزيع التعيينات الوزارية بعد رئاسته للوزراء في يونيو 1979. بحلول أواخر عام 1982، تحدى كثيرون قيادة جو كلارك لحزب المحافظين التقدميين رغم تقدمه الوطني على ترودو في الاستطلاعات.
أعلن مولروني دعمه لكلارك في مؤتمر صحفي عام 1982، ولكنه نظّم حملات سرية لهزيمته في مراجعة القيادة الحزبية. عمل رودريغ باجو، منظم كلارك في كيبيك، كعميل مزدوج لصالح مولروني، مما أثر على دعم كلارك. حصل كلارك على تأييد بنسبة 66.9% فقط في مؤتمر الحزب في يناير 1983 في وينيبيغ، فاستقال وسعى لاستعادة منصبه في مؤتمر القيادة لعام 1983. ترشح مولروني ضده، وكانت حملته أكثر حنكة مما كانت عليه قبل سبع سنوات. أدرك مولروني ضعف انتقاداته حول افتقاره للعمق في السياسات في عام 1976، فعالج هذه النقطة بإلقاء خطب عديدة في أنحاء البلاد، ونشرها في كتاب بعنوان مكاني في عام 1983.
تجنب مولروني أيضًا معظم مظاهر البريق في حملته السابقة التي تعرض بسببها للنقد. انتُخب زعيمًا للحزب في 11 يونيو 1983، متغلبًا على كلارك في الجولة الرابعة، وجذب دعمًا واسعًا من العديد من فصائل الحزب، خاصة من ممثلي وطنه كيبيك. لاحظ المحللون أن استطلاعًا بين المندوبين في الجولة النهائية أظهر أن مولروني قد فاز بأغلبية بسيطة في مقاطعة ألبرتا، موطن كلارك، وأن كلارك قد فاز بأغلبية بسيطة في مقاطعة كيبيك، موطن مولروني. بدا أن أداء مولروني القوي بين مندوبين أونتاريو (65 بالمئة مقابل 35 بالمئة) شكل معظم هامش فوزه. جادلت مقالة في نيويورك تايمز من عام 1984 بأن مولروني انتُخب من "العناصر اليمينية" داخل الحزب. كتبت تاشا خير الدين في لاغ بريس بأن "إصابات برايان مولروني لجو كلارك في عام 1983 استغرقت أكثر من 15 عامًا للشفاء، حيث استمرت الفصائل المختلفة في التنافس على أدوار القيادة في الأقسام والشعب الشبابية."
بعد شهرين، دخل مولروني البرلمان نائباً عن منطقة نوفا المركزية في نوفا سكوشيا. فاز في انتخابات فرعية بمقعد اعتبر آمناً لحزب المحافظين بعد أن ترك إلمر ماكاي المكان له. كان لدى حزب المحافظين التقدميين مقعد واحد فقط في مقاطعة كيبيك، موطن مولروني آنذاك.
طوال مسيرته السياسية، أتقن مولروني اللغتين الإنجليزية والفرنسية، ما أضفى عليه ميزة حاسمة مستمدة من جذور كيبيك في الثقافتين.
مع بداية عام 1984، تعلم مولروني حقائق الحياة البرلمانية في مجلس العموم، وحقق المحافظون تقدمًا كبيرًا في استطلاعات الرأي. اعتبر الجميع أن ترودو سيُهزم بشكل كبير من قبل مولروني في الانتخابات العامة الكندية المقرر إجراؤها في موعد أقصاه 1985. أعلن ترودو تقاعده في فبراير، وخلفه في يونيو جون ترنر (سياسي) زعيمًا للحزب الليبرالي ورئيسًا للوزراء. ثم تقدم الليبراليون في الاستطلاعات بعد تأخرهم بأكثر من 20 نقطة مئوية. بعد أربعة أيام من توليه المنصب، دعا ترنر إلى انتخابات عامة في سبتمبر، لكن كانت حملة الليبراليين في حالة فوضى، مما أدى إلى حملة ضعيفة.
في بداية الحملة، ارتكب مولروني عدة أخطاء حول المحسوبية، منها تصريحه بعبارة "لا يوجد عاهرة مثل العاهرة القديمة" عند الإشارة إلى السفير برايس ماكاسي. تميزت الحملة بهجماته على تعيينات محسوبية ليبرالية. في نهاية فترة ولايته، قام ترودو بتعيين عدد كبير من المشرعين والقضاة والمديرين في مجالس حكومية وشركات التاج في كندا كوسيلة لتوفير "وظائف متميزة" لأعضاء حزب الأحرار. عند توليه المنصب، تعرض تيرنر لضغوط لتقديم النصح للحاكم العام جان سوفي لإلغاء التعيينات — وهو ما تطلب العرف القيام به. لم يقم تيرنر بذلك، وبدلاً من ذلك، عين عدة ليبراليين في مناصب بارزة بناءً على اتفاق قانوني مع ترودو.
خطط ترنر لمهاجمة مولروني بسبب آلة المحسوبية التي أعدها الأخير تحسباً للنصر. بدأ ترنر هجومًا حادًا على مولروني في مناظرة القادة المتلفزة، مقارنًا آلة المحسوبية الخاصة به بتلك الخاصة بـUnion Nationale في كيبيك. نجح مولروني في قلب الطاولة بالإشارة إلى التعيينات الأخيرة للمحسوبية الليبرالية. طلب من ترنر الاعتذار للبلاد عن إجراء "هذه التعيينات الفظيعة". قال ترنر أنه "لم يكن لدي خيار" سوى السماح للتعيينات بالبقاء. ورد مولروني بجملته الشهيرة:
كان لديك خيار يا سيدي. كان بإمكانك أن تقول، 'لن أفعل ذلك. هذا خطأ بالنسبة لكندا، ولن أطلب من الكنديين دفع الثمن.' كان لديك خيار يا سيدي—أن تقول 'لا'—لكنك اخترت أن تقول 'نعم' للمواقف القديمة والقصص القديمة لحزب الأحرار. ذلك، يا سيدي، إذا جاز لي أن أقول بكل احترام، ليس كافيًا للكنديين.

تجمد ترنر وذبل تحت رد مولروني القاسي. اكتفى ترنر بالتكرار: "لم يكن لدي خيار." وصف مولروني الغاضب هذه العبارة بأنها "إعلان عن الفشل" و"اعتراف بعدم القيادة." تصدرت هذه المواجهة الصحف في اليوم التالي، مستعيرة جملة مولروني المضادة: "كان لديك خيار، يا سيدي — كان بإمكانك أن تقول 'لا'." اعتقد العديد من المراقبين أن مولروني ضمن لنفسه منصب رئيس الوزراء في هذه اللحظة.
في 4 سبتمبر، حصل مولروني والمحافظون على ثاني أكبر حكومة أغلبية في تاريخ كندا بنسبة 74.8% من مقاعد مجلس العموم، بفوزهم بـ 211 مقعدًا. عكس هذا الإنجاز رقمهم القياسي في عام 1958. فاز الليبراليون بـ 40 مقعدًا فقط، وهو أسوأ أداء لهم وأسوأ هزيمة لحزب حاكم على المستوى الفيدرالي في كندا. حصل المحافظون التقدميون على أكثر من نصف التصويت الشعبي وتقدموا في كل مقاطعة، ليظهروا كحزب وطني منذ عام 1958. لعب أداء المحافظين في كيبيك، موطن مولروني، دورًا هامًا، حيث دعم السكان مولروني غضبًا من ترودو ووعده باتفاق جديد لكيبيك. بعد فوزهم بمقعد واحد في عام 1980، حقق المحافظون 58 مقعدًا في كيبيك عام 1984. نقل مولروني ترشحه من دائرة نوفا الوسطى إلى مانيكواجان في شرق كيبيك، حيث فاز.
في عام 1984، سمّت الصحافة الكندية مولروني "صانع الأخبار للعام" للسنة الثانية على التوالي، ليصبح ثاني رئيس وزراء يحصل على هذا الشرف قبل وبعد توليه المنصب (والآخر هو ليستر بيرسون).

## رئيس الوزراء (1984–1993)
حقق المحافظون فوزًا بالأغلبية لأول مرة منذ 26 عامًا والثاني خلال 54 عامًا، مما أكسب مولروني موقفًا قويًا. حصد المحافظون أكثر من نصف الأصوات الشعبية، ولم يتجاوز أي حزب آخر حاجز الـ50 مقعدًا. تمكن مولروني من قيادة كندا في أي اتجاه تقريبًا بفضل صلاحياته الواسعة. رغم ذلك، كانت أغلبيته البرلمانية تخفي ضعفه، حيث اعتمد دعمه على ائتلاف متنوع من الشعبويين المحافظين اجتماعيًا في الغرب، والقوميين في كيبيك، والمحافظين الماليين من أونتاريو وشرق كندا، مما صعّب عليه التوفيق بينها.
شهد وزراء حكومة مولروني خبرة محدودة في الإدارة، مما أدى إلى تضارب المصالح وفضائح محرجة. توقع المحافظون تعيينات تستند إلى المحسوبية بسبب طول الفترة خارج الحكومة. ضم مولروني عددًا كبيرًا من الغربيين في وزارته، مثل كلارك الذي تولى وزارة الشؤون الخارجية، لكنه لم يوفق تمامًا، بالإضافة إلى قضايا السياسة الاقتصادية والدستورية. على سبيل المثال، نقل صيانة CF-18 من مانيتوبا إلى كيبيك عام 1986، رغم أن عرض مانيتوبا كان أقل والشركة كانت ذات تقييم أفضل. تعرض مولروني أيضًا لتهديدات بالقتل إثر ضغطه على مانيتوبا بخصوص حقوق اللغة الفرنسية.

ميلا (يسار) وبراين (يمين) مولروني في قاعدة أندروز الجوية في سبتمبر 1984

### السياسة الاقتصادية

#### البرامج الاجتماعية والإنفاق
على الرغم من وصف مولروني للبرامج الاجتماعية بأنها "أمانة مقدسة" كزعيم للمعارضة في 1983، إلا أنه قلل الإنفاق عليها عند توليه المنصب. خفضت حكومة مولروني تدريجياً فوائد أمن الشيخوخة لمتوسطي الدخل وأكثر. قللت أيضاً من الإنفاق على تأمين البطالة وقلصت نطاق العاملين المؤهلين للمزايا. في موازنة 1985، أعلنت الحكومة أن مساهمات خطة ادخار التملك المنزلي المسجلة (RHOSP) غير قابلة للخصم إذا أُجريت بعد 22 مايو 1985، ويمكن سحب الأموال بعد هذا التاريخ معفاة من الضرائب. لا يمكن إجراء المساهمات بعد 31 ديسمبر 1985؛ في عام 1990، حدت الحكومة المشاركة في تكاليف خطة المساعدة الكندية في ثلاث مقاطعات استجابة لارتفاع البطالة. ألغت الحكومة في نفس العام مساهمتها في تأمين البطالة، مما جعل التكاليف مغطاة بمساهمات العمال وأرباب العمل. في ربيع 1993، خفضت المزايا للعاطلين وألغت المزايا لمن لم يثبت سبب ترك العمل.
في عام 1985، بدأت حكومة مولروني خطة رباعية لإعادة هيكلة استحقاقات الأسرة. بدءًا من 1986، ربطت جزئيًا علاوات الأسرة بـتكلفة معيشة. بين 1986 و1988، زادت الاعتمادات الضريبية القابلة للاسترداد للأطفال إلى 549 دولارًا سنويًا. في 1989، ربطت الاعتمادات الضريبية بنفس طريقة علاوات الأسرة. ألغت الحكومة علاوات الأسرة العالمية كجزء من برنامج توجيه الاستحقاقات إلى الكنديين ذوي الدخل المتوسط والمنخفض، وطالب الآباء من ذوي الدخل المرتفع بإعادة دفع استحقاقاتهم عبر الإقرار الضريبي. حافظ النظام الجديد ووسع من الخصم الضريبي لنفقات رعاية الأطفال، مما أفاد الأسر ذات الدخل المرتفع. في 1992، استبدلت الحكومة علاوات الأسرة بمزايا ضريبية جديدة للأطفال شملت علاوة الأسرة، والاعتماد الضريبي القابل وغير القابل للاسترداد للأطفال. دفعت المزايا الجديدة بحد أقصى 85 دولارًا شهريًا لكل طفل حتى سن 18 وكانت معفاة من الضرائب، واختبرت بناءً على الدخل الأسري الصافي المبلغ عنه في الإقرار الضريبي للسنة السابقة.
قلّصت حكومة مولروني قوة العمل الفيدرالية بنسبة 1% سنويًا بين 1986 و1991، مسرّحة 11،000 موظف فيدرالي. حوّلت الحكومة تكاليف كبيرة من الرعاية الصحية والتعليم العالي إلى المقاطعات، مغيرة تقاسم التكاليف السابق بين مستويي الحكومة. اضطرَّت بعض المقاطعات لإسقاط تغطية التأمين لبعض الإجراءات الطبية والأدوية نتيجة لذلك. ألغت الحكومة الإعانات للسكك الحديدية لنقل الركاب والخدمات البريدية، مما أدى إلى إغلاق بعض مكاتب البريد وإلغاء خطوط قطارات. وفرضت رسومًا على توجيه الرسائل الخاطئة. خفضت حكومة مولروني معدل نمو الإنفاق العسكري إلى 1.5% سنويًا والمساعدات الخارجية إلى 3% سنويًا. كما فرضت قيودًا على إنفاق برنامج الرعاية الطبية.

#### العجز
خفض مولروني العجز من أولوياته، حيث ارتفع تحت بيير ترودو من 667 مليون دولار عام 1968 إلى 37.2 مليار دولار عام 1984. بحلول عام 1988، خفضت حكومة مولروني العجز إلى 28 مليار دولار، لكنه ارتفع بعدها مجددًا. أنتجت الميزانية النهائية للمحافظين التقدميين عام 1993 عجزًا قدره 38.5 مليار دولار، مشابهًا لمستواه عند مغادرة ترودو. نسبة للناتج المحلي الإجمالي، خفض مولروني العجز من 8.3% إلى 5.6%.
| الميزانية | 1985    | 1986    | 1987    | 1988    | 1989    | 1990    | 1991    | 1992    | 1993  |
| --------- | ------- | ------- | ------- | ------- | ------- | ------- | ------- | ------- | ----- |
| العجز     | $33.389 | $29.842 | $29.017 | $27.947 | $29.143 | $33.899 | $32.319 | $39.019 | $38.5 |

الركود في أوائل التسعينيات أضرَّ بالوضع المالي للحكومة بشدة. ولم ينجح مولروني في تحسين المالية الحكومية وفشل في استعادة ثقة الجزء الغربي المحافظ من قاعدته بعد زيادة الضرائب، مخالِفًا بذلك تخفيضاته الضريبية السابقة التي عززت العجز. ورفع بنك كندا أسعار الفائدة لجعل التضخم صفراً، لكن التجربة فشلت وزادت أثر الركود. وارتفعت العجوزات السنوية إلى 42 مليار دولار في آخر سنة له بمنصبه، مما دفع الدَّيْن الوطني للاقتراب من 100% من الناتج المحلي الإجمالي، مُضعفًا دولار كندي ومسببًا ضررًا للتصنيف الإئتماني لكندا.

#### الضرائب
ألغت حكومة مولروني فهرسة الشرائح الضريبية للدخل الشخصي والثغرات الضريبية للشركات. زادت الحكومة الضرائب على الكحول والتبغ والبنزين. في عام 1988، خفضت ضريبة دخل الشركات من 36% إلى 28%. رفعت حكومته معدل تضمين ضريبة أرباح رأس المال من 50% إلى 66.67% قبل أن ترفعه إلى 75% في عام 1990.
أقرّت حكومة مولروني مشروع القانون C-139 للإصلاح الضريبي الكبير، الذي نُفذ اعتبارًا من 1 يناير 1988. تضمنت الإصلاحات ضرائب الدخل الشخصي والشركات. وسّع القانون القاعدة الضريبية، وخفّض نسب الضرائب، واستبدل الإعفاءات بالاعتمادات، وأزال بعض الخصومات لضريبة الدخل الشخصي. استبدل القانون جدول معدلات 1987 ذي العشر شرائح بجدول ثلاثي الشرائح بمعدلات 17% و26% و29%. حدد سقف الإعفاء على أرباح رأس المال مدى الحياة بـ100،000 دولار، وخفّض الإهلاكات الرأسمالية، ووضع قيودًا على النفقات التجارية القابلة للخصم، وقلص الائتمان الضريبي على الأرباح الموزعة.
في أغسطس 1989، أعلنت حكومة مولروني ضريبة مبيعات وطنية جديدة بنسبة 9% تُعرف بضريبة السلع والخدمات (GST) لتحل محل ضريبة مبيعات المصنعين (MST) البالغة 13.5%. بررت الحكومة أن الـ MST أضرت بتنافسية الاقتصاد لأنها طبقت فقط على السلع المصنعة محليًا، بينما شملت الـ GST السلع المحلية والمستوردة. استثنت الـ GST من البقالة الأساسية، الأدوية الموصوفة، الرعاية الصحية وطب الأسنان، الخدمات التعليمية، الرعاية النهارية، والمساعدة القانونية. ردًا على الانتقادات، خفضت الحكومة الضريبة إلى 7%. رغم وصفها بالتحويل الضريبي وليس زيادة، كانت الضريبة غير شعبية، وعارضها 80% من الكنديين. استقال نائبان من المحافظين التقدميين احتجاجًا. رفض مجلس الشيوخ تمرير الـ GST. لجأ مولروني للمادة 26 لتعيين ثمانية أعضاء بموافقة الملكة، مانحًا حزبه الأغلبية في الشيوخ لأول مرة منذ 50 عامًا. أُقر الـ GST في ديسمبر 1990 وبدأ تنفيذه في 1 يناير 1991. أثار استخدام مولروني للمادة جدلاً وقلل من شعبيته.
شهدت أوائل التسعينيات ركوداً بسبب زيادات ضريبية نفذتها حكومة مولروني بين 1989 و1991. استهدفت ضريبة السلع والخدمات، وزيادات الضرائب الانتقائية، وضرائب الرواتب تقليل نمو الناتج المحلي الإجمالي الحقيقي بـ 1.6، 2.4 و5.1 نقاط مئوية في الأعوام 1990، 1991 و1992 على التوالي. كانت الديون الوطنية ستزداد بشكل كبير لولا تنفيذ هذه الزيادات الضريبية.

#### الخصخصة
شرعت حكومة مولروني في خصخصة عدة شركات تابعة لـحكومة كندا. احتفظت الحكومة في 1984 بـ 61 شركة مملوكة للدولة. باعت حكومة مولروني 23 شركة منها، من بينها طيران كندا، وخصُصت بالكامل بحلول 1989، رغم استمرار قانون مشاركة العامة لطيران كندا في فرض متطلبات معينة. خصخصت أيضاً حكومة مولروني مختبرات كوناوت في 1984 عبر إصدارين عامين (في 1984 و1987) وبترو-كندا في 1991.

#### سياسة الطاقة
في 1 يونيو 1985، تفاوضت حكومة مولروني على اتفاقية الطاقة الغربية مع حكومات المقاطعات النفطية. سمحت الاتفاقية بتحرير أسعار النفط وتركت قوى السوق تحدد الأسعار محليًا ودوليًا. ألغت الاتفاقية البرنامج الوطني للطاقة، وهو سياسة حكومة ترودو الليبرالية غير الشعبية في المقاطعات الغربية.:15–12

### سياسة البيئة
ركزت حكومة مولروني على حماية البيئة. أنشأت ثمانية حدائق وطنية جديدة، منها شبه جزيرة بروس وساوث موريسبي. كما أصدرت قانون التقييم البيئي الكندي وقانون حماية البيئة الكندي.
في عام 1987، استضاف مولروني مؤتمرًا دوليًا عن المناخ في مونتريال، كيبك. وقعت 46 دولة على بروتوكول مونتريال للحد من استخدام وإنتاج الكلوروفلوروكربون (CFCs)؛ وذلك بعد اكتشاف أن الـCFCs تفتح ثقبًا في طبقة الأوزون.
أبرم مولروني اتفاقية جودة الهواء بين الولايات المتحدة وكندا، وهي معاهدة بيئية بشأن مطر حمضي، مع الرئيس الأميركي جورج بوش الأب في عام 1991. التزمت الدولتان بتقليل انبعاثات ملوثات الهواء، مثل ثاني أكسيد الكبريت وأكسيد النيتروجين، عبر نظام الحد الأقصى والتجارة. بدأت المفاوضات في عام 1986 عندما ناقش مولروني لأول مرة القضية مع الرئيس آنذاك رونالد ريغان. واصل مولروني الضغط في الاجتماعات العامة مع ريغان في عامي 1987 و1988.
وافقت كندا تحت قيادة مولروني على اتفاقية التنوع البيولوجي لعام 1992 في قمة ريو بريو دي جانيرو، لتصبح أول دولة صناعية تصدق عليها. حفز هذا التوقيع المملكة المتحدة وألمانيا على دعم المعاهدة. قدم المؤتمر أيضًا اتفاقية الأمم المتحدة الإطارية بشأن التغير المناخي، وتهدف لخفض انبعاثات الغازات الدفيئة، وكانت كندا أولاً بين دول مجموعة السبعة التي توقع المعاهدة. تعهد مولروني في المؤتمر بتقديم 260 مليون دولار لتعزيز التنمية المستدامة للدول النامية، بما في ذلك شطب 145 مليون دولار من ديون الدول الأمريكية اللاتينية، بشرط توجيهها للتنمية المستدامة والبرامج الاجتماعية. صرح مولروني في نهاية المؤتمر: "أغادر هذا المؤتمر وأنا أؤمن بأن لدينا فرصة أفضل لإنقاذ العالم مما كانت لدينا عندما جئنا إلى هنا."
بحلول عام 1992، انخفض عدد سمك القد البالغ في نيوفاوندلاند ولابرادور إلى واحد في المئة من ذروته المقدرة. فرضت حكومة مولروني في صيف ذلك العام حظرًا على صيد سمك القد لمدة سنتين، ثم مددت الحظر إلى أجل غير مسمى بسبب إفراط في صيد الأسماك. أدى الحظر إلى فصل 30،000–40،000 عامل. قدمت الحكومة برنامج تعديل واسترجاع سمك القد الشمالي لتوفير تأمين وإعادة تأهيل للعمال، ولكن العمال اعتبروه غير كافٍ. انخفض عدد سكان نيوفاوندلاند ولابرادور بنسبة 10 في المئة خلال العقد الأول من الحظر بسبب هجرة الناس للبحث عن العمل.

### السياسة الاجتماعية
في 22 سبتمبر 1988، أصدر مولروني اعتذارًا رسميًا عن اعتقال الكنديين اليابانيين خلال الحرب العالمية الثانية. قدمت حكومة مولروني حزمة تعويضات بقيمة 300 مليون دولار، شملت 21،000 دولار لكل ناجٍ و12 مليون دولار لصندوق المجتمع الياباني و24 مليون دولار لإنشاء مؤسسة كندية للعلاقات العرقية.
جادل مولروني بأنه أنشأ لجنة ديشين للتحقيق في مجرمي الحرب النازيين بعد انتخابه في عام 1984، رغم الجدل في "المجتمعات التي تظاهر فيها المجرمون النازيون كمواطنين محترمين".
أعلن مولروني معارضته "للإجهاض بناءً على الطلب" دون توضيح قانوني. في ربيع 1988، عرضت حكومة مولروني مقترحاً يتيح الإجهاض في المراحل المبكرة ويجرمه في المتأخرة. رفض مجلس العموم المشروع بأغلبية 147 مقابل 76 في تصويت حر، حيث رفضه النواب المعارضون لسهولة الوصول للإجهاض وأولئك الذين يعارضون أي قوانين جديدة للإجهاض. أشعر المحافظون الاجتماعيون الذين دعموا مولروني بخيبة أمل تجاه هذا المقترح لكونهم أيدوا حظر الإجهاض تماماً. في 1989، قدمت الحكومة مشروع قانون أشد صرامة يحظر الإجهاض إلا إذا تعرضت حياة المرأة أو صحتها للخطر، مع فرض عقوبة بالسجن تصل إلى سنتين للمخالفين. أقر مجلس العموم المشروع بفارق تسعة أصوات، لكنه فشل في مجلس الشيوخ بالتعادل في الأصوات، ما أدى إلى رفضه وفق قواعد المجلس. لم تحاول الحكومة الفيدرالية بعد ذلك سن قوانين للإجهاض، ويظل الإجهاض قانونياً تماماً في كندا في جميع مراحل الحمل.
في عام 1991، نشرت مجلة فرانك إعلانًا ساخرًا لمسابقة تدعو الشباب المحافظين إلى "افتضاض كارولين مولروني". غضب والدها وهدد بإلحاق الأذى الجسدي بالمسؤولين، وانضم إلى عدة مجموعات نسائية لإدانة الإعلان باعتباره تحريضًا على الاغتصاب عبر التلفزيون الوطني. وصف مايكل بيت، محرر فرانك، الإعلان بالسخرية "الخرقاء" من والد كارولين بسبب اصطحابها إلى أحداث للبالغين، لكنه لم يندم على ذلك وأعرب عن تعاطفه مع رد فعل الأب.

### محاولة الإصلاح الدستوري
اتفاقية بحيرة ميتش
سعت حكومة مولروني بشكل رئيسي لحل قضية الوحدة الوطنية المثيرة للجدل. في عام 1981، رفض رئيس وزراء كيبيك، رينيه ليفيك، من حكومة الحزب الكيبيكي القومية، دعم تعديلات دستورية تعيد السيطرة على دستور كندا. وفي انتخابات كيبيك الإقليمية لعام 1985، خسر الحزب الكيبيكي أمام الحزب الليبرالي بقيادة روبرت بُورَسَا. اعتقد البعض أن موقف الحكومة الجديدة المعتدل من القومية سيتيح للمقاطعة التصديق على الدستور. سعى مولروني لإدراج كيبيك في اتفاقية جديدة مع كندا وتوقيعها على الدستور. في أغسطس 1986، التقى مولروني برؤساء وزراء المقاطعات في إدمونتون، حيث اتفقوا على "إعلان إدمونتون". تضمن الإعلان إجراء "جولة كيبيك" من المحادثات، بناءً على الشروط الخمسة لبوراسا، قبل أي إصلاحات أخرى.
دعا مولروني رؤساء الوزراء العشرة إلى مؤتمر في 30 أبريل 1987 في منزل ويلسون على شواطئ بحيرة ميتش، كيبيك. تفاوض مولروني خلال المؤتمر على اتفاقية بحيرة ميتش، التي تضمنت تعديلات دستورية للاعتراف بكيبيك كمجتمع متميز داخل كندا. نقلت الاتفاقية بعض الصلاحيات إلى المقاطعات، مثل منحها دورًا في ترشيح الأفراد لخدمة بعض المؤسسات الفيدرالية كمجلس الشيوخ الكندي والمحكمة العليا الكندية; والسماح للمقاطعات بالانسحاب من البرامج الاجتماعية الممولة فدراليًا بشرط إنشاء برنامج خاص يلبي المعايير الوطنية; ومنح الوضع الدستوري لاتفاقيات الهجرة; وإلزام عقد مؤتمرات سنوية لرؤساء الوزراء ومناقشة إصلاح مجلس الشيوخ والصيد. في 3 يونيو 1987، خلال نداء أخير، انتهك مولروني الاتفاق بأخذ التصويت بترتيب عكسي. وقع رؤساء الوزراء على الاتفاقية رمزيًا. تطلبت الاتفاقية التصديق من البرلمان الكندي والمقاطعات العشرة. واشتملت على المهلة الدستورية للتعديل العام، مما أعطى مهلة ثلاث سنوات لتمرير التعديلات. في 23 يونيو 1987، وافقت كيبيك على الاتفاقية، مما فعّل المهلة الثلاثة أعوام كما نصت عليها المادة 39(2) من قانون الدستور، 1982; ليكون 22 يونيو 1990 آخر يوم للتمرير.
أظهرت استطلاعات الرأي أن غالبية الكنديين أيدوا الاتفاق. اعتقد البعض أن الاتفاق سيضعف الحركة الانفصالية في كيبيك، في حين اعتقد النقاد أنه سيضعف سلطة الحكومة الفيدرالية. جادل البعض في كندا الإنجليزية أن بند "المجتمع المتميز" سيمنح كيبيك وضعًا خاصًا ولن يجعلها مساوية للمقاطعات التسع الأخرى. أبلغ مولروني تورونتو ستار: "يمكنكم اختيار الفيدرالية التقليدية المتصارعة، أو اختيار الفيدرالية التعاونية الحقيقية التي نحاول بناء بلد جديد عليها." ومع تزايد النقد، تراجع الدعم للاتفاق خارج كيبيك؛ حيث خشي البعض أن يؤدي فشله إلى رد فعل عنيف في المقاطعة ويضر بالوحدة الوطنية.
قدمت لجنة برئاسة وزير حكومة مولروني السابق، جان شاريه، توصيات باتفاق مصاحب يعالج مخاوف المقاطعات الأخرى، يؤكد أن بند المجتمع المتميز سيكون تحت سيطرة الميثاق، ويضم حماية أكبر لحقوق الأقليات اللغوية في المقاطعات. اعتبر وزير البيئة ووكيل كيبيك، لوسيان بوشارد، الاتفاق المصاحب خيانة لاتفاق مييش، وأثنى في برقية على حزب Parti Québécois. وردًا على ذلك، طالب مولروني بوشارد بتوضيح ملاحظته أو الاستقالة. قدم بوشارد خطاب استقالة مطول في 22 مايو 1990. زعم مولروني أنه أقال بوشارد. ترك بوشارد حزب المحافظين التقدميين بعد فترة قصيرة وأقنع عدة أعضاء آخرين من المحافظين والليبراليين بالانضمام إليه لتأسيس الكتلة الكيبيكية، وهو حزب يدعو للسيادة.
في أوائل يونيو 1990، وافق جميع رؤساء الوزراء على التصديق على الاتفاقية  شرط إجراء مناقشات دستورية إضافية تتعلق بمجلس الشيوخ المنتخب وصيغة التعديل والمساواة وقضايا السكان الأصليين. وافقت نيو برونزويك على التصديق، بينما لم تصادق كل من مانيتوبا ونيوفاوندلاند ولابرادور. تطلب الدعم الإجماعي من كل عضو في الجمعية التشريعية لمانيتوبا لتجاوز المشاورات العامة والمضي في التصديق. في 12 يونيو 1990، أعلن إليجاه هاربر معارضته للاتفاقية استنادًا إلى عدم استشارة سكان كندا الأصليون. منعت معارضة هاربر التقدم في التعديل، وفشلت الاتفاقية في الحصول على التصديق من مانيتوبا. سمح هذا لرئيس وزراء نيوفاوندلاند ولابرادور، كلايد ويلز، بتجنب تقديم الاتفاقية للتصويت في مجلس النواب. فشلت الاتفاقية لعدم حصولها على موافقة مانيتوبا ونيوفاوندلاند ولابرادور قبل الموعد النهائي في 23 يونيو 1990.

#### اتفاق شارلوت تاون
بعد فشل اتفاق بحيرة ميتش، سعى مولروني لتأييد كيبيك للدستور بتعيين جو كلارك وزيراً مسؤولاً عن الشؤون الدستورية في 21 أبريل 1991. كُلّف كلارك بإنهاء الجمود الدستوري مع كيبيك. عيّنت حكومة مولروني جهات عدة في كيبيك والوطن لمناقشة الإصلاح الدستوري. أنتجت هذه الجهات تقارير مثل الوثيقة تشكيل مستقبل كندا معًا. عقدت حكومة مولروني خمس مؤتمرات وطنية لمناقشة المقترحات. أعقب المؤتمرات تقرير فيدرالي بعنوان كندا متجددة. جرت مفاوضات مع الحكومات الفيدرالية والإقليمية، وشاركت الشعوب الأصلية في المناقشات النهائية. أسفرت المفاوضات عن اتفاق شارلوت تاون، الذي كُشف عنه في شارلوت تاون، جزيرة الأمير إدوارد، في 28 أغسطس 1992.
وافق الاتفاق على منح المقاطعات السلطة على الغابات، التعدين، الشؤون الثقافية،  وفرض على الحكومة الفيدرالية التفاوض مع المقاطعات حول السياسة في مجالات مثل الاتصالات، العمل والتدريب، التنمية الإقليمية، والهجرة؛ كما ألغى حق الرفض الفيدرالي. طالب الاتفاق بموافقة المقاطعات لمنح الفيدراليات السلطة على مشاريع البنية التحتية الإقليمية. سمح للمقاطعات بتأسيس برامج اجتماعية خاصة مع تعويض فيدرالي إذا التزمت بالمعايير الوطنية. ألزم الاتفاق الفيدرالية بتعويض المقاطعات التي انسحبت من تعديلات دستورية تنقل صلاحيات إلى الفيدرالية، مما يمكّنها من تمويل برامجها الخاصة. بالإضافة إلى ذلك، تناول الحكم الذاتي للسكان الأصليين واحتوى على "فقرة كندا" لتعريف القيم الكندية مثل المساواة، التعددية الثقافية، والاعتراف بكيبيك كمجتمع متميز. كما رسخ هيكلة وتعيين المحكمة العليا الكندية وأعاد تشكيل مجلس الشيوخ بثلاثة أقسام مع تقليل سلطاته، وضمان كيبيك ربع مقاعد مجلس عموم، وزيادة المسائل التي تتطلب الإجماع الدستوري.
دعمت الحكومة الفيدرالية وجميع الحكومات الإقليمية العشر الاتفاق. أصرت حكومة مولروني على إجراء استفتاء عام لتجنب النقد الذي وجه لاتفاق بحيرة ميش. في 26 أكتوبر 1992، أُجري استفتاءان، أحدهما وطني (بدون كيبيك) والآخر في كيبيك، لسؤال الكنديين عن موافقتهم على اتفاق شارلوت تاون. عارض 54.3 بالمائة الاتفاق على المستوى الوطني، بينما عارضه 56.7 بالمائة في كيبيك. اعتبر كثيرون هزيمة الاتفاق تعبيراً عن الاحتجاج ضد حكومة مولروني بسبب فشل اتفاق بحيرة ميش وفرض ضريبة السلع والخدمات (GST) وركود أوائل التسعينيات.

### السياسة الخارجية
قاد مولروني تعزيز العلاقات بين كندا والولايات المتحدة، مغادرًا نهج الخيار الثالث الذي انتهجه بيير ترودو للحد من النفوذ الأمريكي. أسس علاقة وثيقة مع رونالد ريغان. في 17 و18 مارس 1985، انعقدت "قمة شامروك" في كيبك (مدينة)، وسميت بذلك نسبة لخلفية الزعيمين الأيرلندية وتزامنها مع يوم القديس باتريك. غنى مولروني وريغان When Irish Eyes are Smiling في القمة، مما رمز إلى الصداقة بينهما وتحولاً في العلاقات الأمريكية الكندية.
وقع تفجير طيران الهند الرحلة 182، الذي انطلق من مونتريال، في 23 يونيو 1985. شكّل هذا التفجير أكبر عمل إرهابي قبل هجمات 11 سبتمبر، حيث كان غالبية الضحايا البالغ عددهم 329 من الكنديين. أرسل مولروني رسالة تعزية إلى رئيس الوزراء الهندي راجيف غاندي، مما أثار ضجة لأنه لم يتواصل مع عائلات الضحايا. حذّرت الحكومة الهندية حكومة مولروني من تهديدات إرهابية تُجاه رحلات طيران الهند، وما زالت التساؤلات حول سبب عدم اتخاذ التحذيرات بجدية كافية ومدى إمكانية منع التفجير قائمة.
في نوفمبر 1984، أرسل مولروني سفيره الكندي الجديد، ستيفين لويس، إلى مقر الأمم المتحدة لإقناع الجمعية العامة للأمم المتحدة باتخاذ إجراءات ضد المجاعة الإثيوبية. أطلقت الأمم المتحدة والصليب الأحمر حملة لإنقاذ سبعة ملايين إثيوبي و22 مليون آخرين في إفريقيا. ميزت جهود مولروني كندا عن الولايات المتحدة والمملكة المتحدة، اللتين تجنبتا التدخل بسبب نظام إثيوبيا الماركسي. زار وزير الخارجية جو كلارك، وهو أول مسؤول غربي رفيع، إثيوبيا خلال المجاعة. أنفقت حكومة مولروني الملايين لمطابقة التبرعات الخاصة وبلغت مساهمتها أكثر من 10 بالمئة من المساعدات الدولية لإثيوبيا. بعد ذلك، زادت الحكومة المساعدات وتمويل التنمية لإفريقيا.
في 2 ديسمبر 1991، اعترفت كندا بأوكرانيا كدولة مستقلة، لتكون أول دولة غربية تقوم بذلك، بعد الاستفتاء الساحق لصالح الاستقلال في أوكرانيا.

#### الفصل العنصري
عارضت حكومة مولروني نظام الفصل العنصري في جنوب إفريقيا عام 1985. قاد مولروني جهدًا داخل الكومنولث لفرض عقوبات على حكومة جنوب إفريقيا لإنهاء الفصل العنصري وإطلاق سراح المناهض للفصل العنصري نيلسون مانديلا. تعارض مولروني مع رئيسة الوزراء البريطانية مارغريت ثاتشر، التي عارضت العقوبات لأسباب اقتصادية. كما عارضها الرئيس الأمريكي رونالد ريغان، معتبرًا مانديلا شيوعيًا. في 23 أكتوبر 1985، هدد مولروني بقطع علاقات كندا مع جنوب إفريقيا في حال عدم تقدم تفكيك الفصل العنصري. وفي أغسطس 1986، فرضت كندا ودول الكومنولث 11 عقوبة جديدة تشمل حظر الروابط الجوية والاستثمار والترويج لالسياحة، وحظر واردات الفحم والمعادن والسلع الزراعية من جنوب إفريقيا.
في 12 فبراير 1990، تحدث مانديلا مع مولروني عبر الهاتف وشكره على جهوده لإنهاء الفصل العنصري. ألقى مانديلا خطاباً في البرلمان الكندي كأول هيئة تشريعية في العالم يقوم بذلك. في 18 يونيو 1990، تحدث أمام مجلس العموم الكندي، حيث شكر مولروني والكنديين. حافظ الاثنان على الاتصال بعد مغادرتهما السياسة، وزار مولروني مانديلا خلال رحلاته السنوية إلى جنوب إفريقيا.

#### التجارة الحرة وإعادة انتخاب 1988
عارض مولروني تجارة حرة في حملة 1983 بينما اقترح تقرير ماكدونالد 1985 التجارة الحرة. بدأت المفاوضات بين كندا والولايات المتحدة في مايو 1986، ووقع الاتفاق في أكتوبر 1987؛ حيث نصت اتفاقية التجارة الحرة بين كندا والولايات المتحدة (CUSFTA) على إزالة جميع رسوم جمركية بحلول 1998. ساهمت العلاقة الوثيقة بين مولروني والرئيس ريغان في تحقيق هذا الاتفاق. استخدم مولروني أغلبيته بمجلس العموم لتمرير القانون، وطالب الليبراليون -سيطرة مجلس الشيوخ بالانتخابات قبل التصديق. طلب مولروني من الحاكمة العامة جان سوفي حل البرلمان في 1 أكتوبر، والدعوة لانتخابات في 21 نوفمبر.
كانت التجارة الحرة القضية الرئيسية في الانتخابات؛ عارضها الليبراليون والحزب الديمقراطي الجديد (NDP). اعتقد زعيم الليبراليين جون ترنر (سياسي) أن الاتفاق سيهدد الوظائف الكندية. بعد مناظرة 25 أكتوبر، تصدر الليبراليون، ما دفع حزب المحافظين لشن حملة سلبية، متهماً ترنر بعدم الكفاءة والانتهازية. تحسنت أرقام استطلاعات حزب المحافظين، واُعيد انتخابهم بأغلبية مخفضة: 169 من 295 مقعدًا و43% من الأصوات. ظل مولروني الزعيم الوحيد لحزب المحافظين الفيدرالي منذ جون ماكدونالد الذي قاد إلى حكومة أغلبية ثانية. دعم رئيس وزراء كيبك روبرت بوراسا اتفاق التجارة، مما ساعد حزب المحافظين للحفاظ على موقعهم في كيبك. انتقل مولروني لدائرة شرق كيبك، شارلفوا.
أيضًا في 21 نوفمبر، أصدر مولروني مرسوماً مثيراً للجدل في مجلس الوزراء بإنشاء بنك أمكس كندا (المملوك من أمريكان إكسبريس). رفض ميخائيل ويلسون، وزير المالية، طلب أمكس لفتح بنك كندي في 1986. بدأ بنك أمكس كندا العمل في 1 يوليو 1990. اتهم رئيس بنك تورنتو دومينيون، ريتشارد طومسون، حكومة مولروني بالمحاباة نحو أمكس لدعم رئيسها التنفيذي، جيمس روبنسون، التجارة الحرة.
نفذت الحكومة الاتفاقية وفعلتها بتاريخ 1 يناير 1989. في عام 1994، استبدلت نافتا اتفاقية CUSFTA وضمّت المكسيك.

#### حرب الخليج
في أوائل التسعينيات، أسهم مولروني في الحفاظ على القانون الدولي لوقف عدوان صدام حسين على الكويت. صاغ مولروني والسفير إيف فورتير قرار مجلس الأمن رقم 678، مما أدى إلى الحرب عند عدم التزام العراق. دعمت كندا التحالف المسلح للأمم المتحدة خلال حرب الخليج الثانية 1991 عبر عملية SCIMITAR وعملية عملية الاحتكاك. أرسلت كندا سرب CF-18 مع أفراد دعم ومستشفى ميداني وشركة من الفوج الكندي الملكي لحماية العناصر الأرضية. أطلقت القوات الكندية على مشاركتها عملية الاحتكاك. في أغسطس، أرسل مولروني المدمرات HMCS تيرا نوفا و HMCS أثاباسكان لفرض الحصار التجاري على العراق. كما أُرسلت سفينة الإمداد HMCS Protecteur للمساعدة في تجميع قوات التحالف. عند بدء الحرب الجوية، دمجت كندا طائراتها في قوة التحالف لتقديم غطاء جوي ومهاجمة الأهداف الأرضية. شاركت القوات الكندية في عمليات قتالية لأول مرة منذ قتال قبرص عام 1974.

### عدم الشعبية والتقاعد

#### تصدع الائتلاف الانتخابي
في أواخر عام 1987، أسس حزب الإصلاح الكندي اليميني الشعبي مقره في غرب كندا. دفع استياء غرب كندا من حكومة مولروني والمحافظين التقدميين بشكل عام لإنشاء الحزب. عارض الحزب ترويج حكومة مولروني لاتفاقات بحيرة مييتش وتشارلوت تاون وضريبة السلع والخدمات. حصل الحزب على 2% من الأصوات الشعبية في انتخابات 1988 دون الفوز بأي مقاعد، لكنه فاز بمقعده الأول في مجلس العموم في انتخابات تكميلية في 6 مايو 1989 بدائرة بيفر ريفر في ألبرتا. هزمت مرشحة الحزب ديبورا غراي المرشح المحافظ ديف برودا بفارق 20%. عكست هذه النتيجة بداية تفكك تحالف مولروني، حيث كان المحافظون التقدميون يسيطرون على السياسة الفيدرالية في ألبرتا منذ انتخابات 1958.
في يونيو 1991، أسس الكتلة الكيبيكية المؤيدة لاستقلال كيبيك وزير البيئة السابق في حكومة مولروني والملازم في كيبيك، لوسيان بوشارد. دفع انهيار اتفاقية بحيرة ميش، التي كانت ستفيد كيبيك، إلى تأسيس الحزب. جذب الحزب بعض الأعضاء من حزب المحافظين التقدميين والحزب الليبرالي.

#### الاستقالة
انتشرت حالة من الاستياء العام بسبب ضريبة السلع والخدمات والركود الاقتصادي في أوائل التسعينيات، وتسبب تفتت التحالف السياسي وافتقار الإنجازات في قضية كيبيك في تراجع شعبية مولروني خلال ولايته الثانية. في 1993، واجه مولروني انتخابات عامة في ظل تراجع معدلات التأييد إلى 12٪ وفقًا لاستطلاع غالوب لاستطلاعات الرأي عام 1992، ليصبح أقل رؤساء الوزراء شعبية في كندا منذ الأربعينيات.
أعلن مولروني في 24 فبراير 1993 عن نيته الاستقالة من رئاسة الوزراء والتقاعد من السياسة. أكد أن استقالته لا تتعلق بالاحتمالات القوية لهزيمته أمام الليبراليين بقيادة جان كريتيان في الانتخابات المقبلة، وأعرب عن ثقته في إمكانية هزيمتهم لو سعى لفترة أخرى. أظهر آخر استطلاع لمؤسسة غالوب قبل إعلان الاستقالة ارتفاع تأييد الحزب التقدمي إلى 21٪. في آخر أيامه بالمنصب، قام بجولة وداع في أوروبا بتمويل فدرالي كندي. حلت كيم كامبل محل مولروني في زعامة الحزب التقدمي المحافظ في 13 يونيو 1993، واستقال مولروني من منصب رئيس الوزراء في 25 يونيو 1993، دون ترشح لإعادة الانتخاب في مجلس العموم.

#### النتائج
- الأحمر: الحزب الليبرالي (177)
- الأزرق: الكتلة الكيبيكية (54)
- الأخضر: الإصلاح (52)
- البرتقالي: الحزب الديمقراطي الجديد (9)
- البنفسجي: المحافظين التقدميين (2)
- الرمادي: مستقل (1)

مجلس العموم بعد انتخابات 1993

في انتخابات 25 أكتوبر 1993، تقلص حزب المحافظين التقدمي من 156 مقعدًا إلى مقعدين، لتصبح هذه أسوأ هزيمة لحزب حاكم فيدراليًا في كندا. لم يُعترف بالمحافظين رسميًا ككتلة في مجلس العموم، حيث إن وضع الحزب الرسمي يتطلب 12 مقعدًا على الأقل. انتقل تأييد دائرة مولروني السابقة إلى الكتلة بهامش كبير، وحل مرشح المحافظين في المركز الثالث بحصوله على 6،800 صوت فقط من أصل نحو 40،000 صوت . سيطر حزب الإصلاح على مشاعر الغربيين الكنديين، ليحل محل المحافظين كقوة محافظة رئيسية في كندا، فاز بـ 52 مقعدًا و18.7% من الأصوات الشعبية، متجاوزًا نسبة المحافظين التي بلغت 16%. حلت الكتلة بدلاً من مولروني في كيبيك وأصبحت المعارضة الرسمية بـ 54 مقعدًا. فاز ليبراليو كريتيان بحكومة أغلبية قوية. مولروني نفى مسؤوليته عن هزيمة المحافظين، متهماً كامبل وعلاقتها بصديقها. كشف في الأشرطة السرية لمولروني، انتقاده لكامبل بسبب علاقتها برجل روسي وقال إن حملتها كانت الأكثر عدم كفاءة . في انتخابات 1997 و2000، بقي المحافظون التقدميون أصغر حزب في مجلس العموم واستعادوا وضع الحزب الرسمي. في 2003، اندمج الحزب مع التحالف الكندي لتشكيل حزب المحافظين الكندي الحالي .

## بعد السياسة (1993-2024)
غادر مولروني المنصب وعمل مستشارًا دوليًا وشريكًا مع شركة المحاماة Norton Rose حتى وفاته في عام 2024. انضم للمجالس الإدارية لعدة شركات، منها The Blackstone Group، شركة Barrick Gold، Quebecor Inc.، آرتشر دانيلز ميدلاند، Cendant Corp. (نيويورك)، AOL Latin America، Inc. (نيويورك)، Cognicase Inc. (مونتريال) وAcreage Holdings. نصح مولروني شركة Hicks، Muse، Tate & Furst في دالاس، وترأس Forbes Global (نيويورك). عمل مستشارًا مدفوعًا لجماعة ضغط لكارل-هاينز شرايبر منذ عام 1993. ترأس مجالس ولجانًا استشارية لشركات مثل Power Corp. (مونتريال)، Bombardier (مونتريال)، China International Trust and Investment Corp. (بكين)، J.P. Morgan Chase and Co. (نيويورك)، Violy، Byorum and Partners (نيويورك)، VS&A Communications Partners (نيويورك)، Independent Newspapers (دبلن) وGeneral Enterprise Management Services Limited (جزر العذراء البريطانية).

في عام 1998، منح مولروني أعلى وسام مدني في كندا عندما عُيّن زميلًا في وسام كندا. 

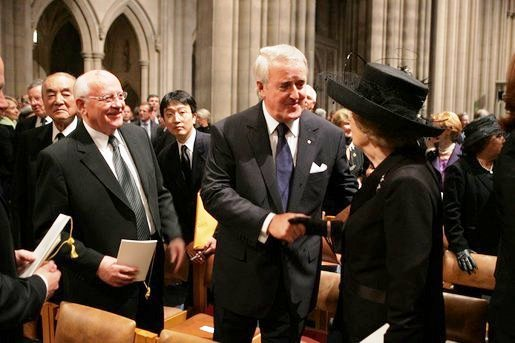
مولروني في جنازة رونالد ريغان مع الرئيس السوفيتي السابق ميخائيل غورباتشوف، ورئيس الوزراء الياباني السابق ياسوهيرو ناكاسونه، ورئيسة الوزراء البريطانية السابقة مارغريت ثاتشر

في عام 2003، منح مركز وودرو ولسون الدولي للعلماء التابع لـ مؤسسة سميثسونيان مولروني جائزة وودرو ويلسون للخدمة العامة في حفل بمونتريال. وكرمت الجائزة مسيرته المهنية في السياسة.
في يناير 2004، ألقى مولروني خطابًا رئيسيًا في واشنطن العاصمة، احتفالًا بالذكرى العاشرة لاتفاقية نافتا. في يونيو 2004، ألقى مولروني تأبينًا للرئيس الأمريكي السابق رونالد ريغان خلال جنازته الرسمية. في عام 2006، طلب رئيس الوزراء ستيفن هاربر من مولروني السفر إلى واشنطن العاصمة، مع مايكل ويلسون، سفير كندا لدى الولايات المتحدة، لتمثيل كندا في الجنازة الرسمية للرئيس السابق جيرالد فورد.
في فبراير 2005، كشفت فحوصات الأشعة المقطعية ضمن فحص بدني عن وجود كتلتين صغيرتين في رئة مولروني. كان مولروني في شبابه مدخنًا بكثرة. أجرى أطباؤه خُزعة استبعدت وجود السرطان.  تعافى مولروني بما يكفي لتسجيل خطاب لـحزب المحافظين الكندي في المؤتمر السياسي لعام 2005 في مونتريال في مارس، رغم عدم حضوره شخصيًا. لاحقًا، أصيب بـالتهاب البنكرياس وبقي في المستشفى لعدة أسابيع. أعلن ابنه، بن مولروني، في 19 أبريل، أنه يتعافى وسيُخلى قريبًا. 
في 12 سبتمبر 2005، أصدر الكاتب المخضرم والموثوق السابق لمالروني بيتر تشارلز نيومان كتاب The Secret Mulroney Tapes: Unguarded Confessions of a Prime Minister (الأشرطة السرية لمالروني: اعترافات غير محروسة لرئيس وزراء). استناداً بشكل كبير إلى تصريحات من رئيس الوزراء السابق، التي سجلها نيومان بعلم مالروني، أثار الكتاب جدلاً وطنياً. تم منحه نيومان وصولاً غير مقيد إلى مالروني لكتابة سيرة ذاتية شاملة ويدعي أن مالروني لم يكرم الاتفاق الذي سمح له بالوصول إلى الأوراق السرية.  أدى هذا إلى رد مالروني في حفل عشاء Press Gallery السنوي، الذي يشتهر باللحظات الكوميدية، في أوتاوا في 22 أكتوبر 2005. وظهر رئيس الوزراء السابق على الشريط وأقر بشكل رسمي جداً بمختلف الشخصيات المرموقة ومجموعات الجمهور قبل إلقاء أقصر خطاب في الليل: "بيتر نيومان: تفضل بالذهاب لتضاجع نفسك. شكراً لكم، سيداتي وسادتي، وليلة سعيدة." 
في عام 2014، تولى مولروني رئاسة شركة كويبكور ونجح في تخفيف التوترات الناتجة عن تأثير الرئيس والمدير التنفيذي السابق بيير كارل بيلادو.
في 5 ديسمبر 2018، ألقى مولروني تأبيناً للرئيس الأمريكي السابق جورج بوش الأب خلال جنازته الرسمية.

### قضية إيرباص/شرايبر
في 29 سبتمبر 1995، أرسل قسم العدل الكندي خطاباً إلى الحكومة السويسرية نيابة عن الشرطة الملكية الكندية، يطلب فيه معلومات حول اتهامات بتورط بريان مولروني في مؤامرة للاحتيال على حكومة كندا. تناولت التحقيقات دفع "عمولات غير قانونية" لرجل الأعمال الكندي الألماني كارلهينز شرايبر أو لشركاته، بالإضافة إلى مولروني ورئيس وزراء نيوفاوندلاند السابق فرانك موريس، مقابل ثلاثة عقود حكومية. تضمنت العقود شراء طائرات من شركة إيرباص بواسطة إير كندا، وشراء مروحيات من قِبل خفر السواحل الكندي من شركة ميسرشميت-بولكوف-بلوم (MBB) في عام 1986، وإنشاء مصنع لإنتاج العربات المدرعة الخفيفة لشركة تايسن في نوفا سكوشا، وهو مشروع ألغاه مولروني أثناء توليه رئاسة الوزراء.
كان من المفترض أن تبقى محتويات الخطاب سرية، لكن وسائل الإعلام نشرت التسريب. رفع مولروني دعوى تشهير بقيمة 50 مليون دولار ضد حكومة كندا والشرطة الملكية الكندية في 20 نوفمبر 1995. وافق مولروني على تسوية خارج المحكمة بمبلغ 2.1 مليون دولار مع حكومة كندا والشرطة الملكية الكندية في 5 يناير 1997. ذكر تقرير لجنة أوليفانت عام 2010 أن مولروني قبل مبلغ 225000 دولار من شرايبر. وقال وزير العدل السابق ألان روك إنه كان سيستخدم استراتيجية تقاضي مختلفة في قضية التشهير لو علم بهذه المدفوعات.
مولروني لم يفصح عن تلقيه أموالًا من شرايبر، التي ادعى شرايبر أنها بلغت 300،000 دولار دُفعت على ثلاث دفعات بمقدار 100،000 دولار بين 1993 و1994 تحت الاسم الرمزي "بريتان" في ظروف سرية بفنادق. في 2 فبراير 1998، التقى مولروني بشرايبر في فندق سافوي بزيوريخ وأعرب عن رغبته في تأكيد شرايبر عدم صلته بالأموال. عندما انتشرت المعلومات، أكد مولروني عدم خطأه في قبول أظرف بأوراق نقدية لم يبلغ عنها كدخل خاضع للضريبة. أوضحت لجنة أوليفانت، برئاسة القاضي جيفري أوليفانت، في 31 مايو 2010، أن مولروني لم يلتزم بالمعايير الأخلاقية التي اعتمدها في مدونته لعام 1995 وأشار إلى أن قبول مبلغ 225،000 دولار كان محاولة لإخفاء المعاملات.

### حزب المحافظين الكندي
لعب مولروني دورًا مؤثرًا في دعم اندماج التحالف الكندي (خليفة حزب الإصلاح) مع المحافظين التقدميين لتشكيل حزب المحافظين الكندي. انضم مولروني إلى الحزب الجديد عند تشكيله في عام 2003. ميزه هذا عن سياسيين بارزين آخرين في حزب المحافظين التقدمي، مثل رؤساء الوزراء السابقين جو كلارك وكيم كامبل، الذين أصبحوا مستقلين لأنهم اعتقدوا أن حزب المحافظين كان يتجه بشكل كبير نحو اليمين والمحافظة الاجتماعية.
وفقًا للتقارير الصحفية، أنهى مولروني عضويته في عام 2006. اتصل مولروني في أوائل عام 2009 بشخص رفيع المستوى في الحزب وطلب إزالة اسمه من جميع قوائم الحزب بسبب غضبه من التحقيق المستمر في شؤونه المالية، رغم أنه ينفي هذا الادعاء. وصف أحد المقربين من مولروني، مُشترطاً عدم الكشف عن هويته، ادعاءات الحزب بأنها سخيفة، قائلاً: "إنه جزء من تاريخ هذا الحزب؛ لا يمكنك إعادة كتابة التاريخ. إذا كانوا قلقين بشأن العلامة التجارية، فعليهم إيقاف التحقيق. هم من طلبوا التحقيق."
قبل الانتخابات الفيدرالية 2015، أيد مولروني رئيس الوزراء ستيفن هاربر خلال حملته الانتخابية لدعم إريك جيرارد، وهو صديق للعائلة ومرشح المحافظين لدائرة لاك سانت لويس. دعم مولروني زعيم المحافظين إرين أوتول قبل الانتخابات الكندية 2021. انتقد مولروني أوتول لاحقًا بسبب موقفه من تطعيمات كوفيد-19، مطالبًا إياه بإظهار "القيادة" وطرد النواب غير الملقحين من الكتلة البرلمانية للمحافظين.
في يونيو 2022، أعلن مولروني أمام جمهور بجامعة لافال أنه لا يرى نفسه ضمن حزب المحافظين الحديث. وفي أكتوبر 2022، أكد مولروني دعمه للزعيم الجديد للمحافظين، بيير بويليفري، الذي تواصل معه بعد فوزه بالقيادة. ودعا مولروني بويليفري إلى الاقتراب من الوسط السياسي.

### تدخلات سياسية أخرى
انتقد مولروني في عام 2003 سياسة حكومة كريتيان الخارجية. أعرب عن خيبة أمله من تعزيز الليبراليين العلاقات مع الصين وروسيا وألمانيا. دعم مولروني الولايات المتحدة قائلاً: "أريد التمسك بأصدقائي وحلفائي القدامى." كما دعم حرب العراق وأكد أن كندا كانت ستدعم الولايات المتحدة في العراق لو كان لا يزال رئيسًا للوزراء.
في يونيو 2023، أشاد مولروني بتعامل رئيس الوزراء الليبرالي جاستن ترودو مع مفاوضات الاتفاقية بين الولايات المتحدة والمكسيك وكندا وإدارته جائحة فيروس كورونا في كندا. وانتقد مولروني الرئيس الأمريكي السابق دونالد ترامب، قائلاً إنه "هدف إلى تخريب كندا".

### مذكرات

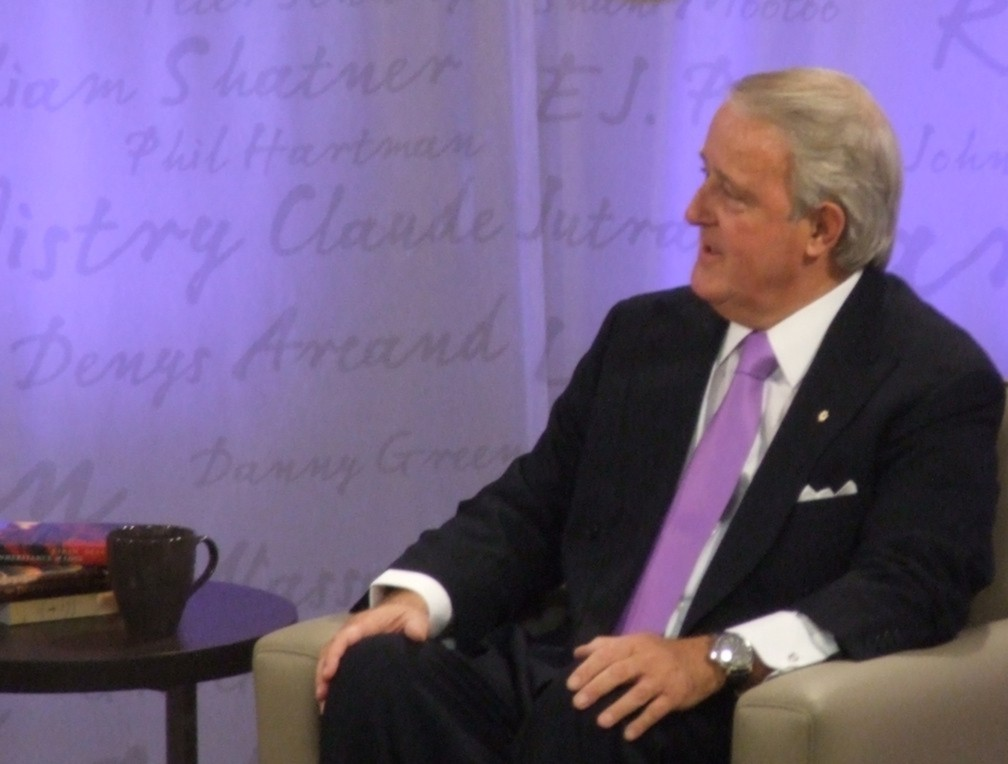
مولروني يظهر خلال مقابلة مع هيذر ريسمان، ويتحدث عن مذكراته.

صدر كتاب مذكرات: 1939–1993 لمايروني في 10 سبتمبر 2007. انتقد مولروني بيير إليوت ترودو لتجنبه الخدمة العسكرية في الحرب العالمية الثانية، وأشار إلى مصادر توصف ترودو الشاب بأنه يحمل آراء قومية معادية للسامية ويعجب بدكتاتوريين فاشيين. رد توم أكسورثي، إستراتيجي ليبرالي بارز، بأن ترودو يجب أن يُحكم عليه بناءً على آرائه الناضجة. أكد المؤرخ والنائب السابق وكاتب سيرة ترودو جون إنجلش على أن البحث التاريخي العشوائي لتدمير السمعة لا يُفيد.

### الوفاة والجنازة الرسمية
عانى مولروني لعدة سنوات من تدهور صحي قبل وفاته. نقل المستشفى بسبب سقوطه في منزله في بالم بيتش، وتوفي في 29 فبراير 2024 عن عمر 84 عامًا.
أعادوا رفات مولروني إلى الوطن في 8 مارس 2024، عبر مطار أوتاوا الدولي. أقاموا تكريمًا في مجلس العموم الكندي في 18 مارس بعد اتفاق النواب على تعليق الجلسات. وضعوا مولروني في حالة وفاة بمبنى السير جون أ. ماكدونالد في أوتاوا في 19-20 مارس، ثم نقله إلى بازيليكا سانت باتريك في مونتريال ما بين 21-22 مارس. أقاموا جنازة رسمية في بازيليكا نوتردام في 23 مارس بحضور رئيس الوزراء جاستن ترودو ورؤساء الوزراء السابقين جان كريتيان، جو كلارك، ستيفن هاربر وكيم كامبل، ولاعب الهوكي واين جريتزكي، ورئيس الوزراء البريطاني السابق جون ميجر، وسارة فيرغسون دوقة يورك، والممثل رايان رينولدز. دفنوه في مقبرة نوتردام دي نيجيس في مونتريال.

## الإرث
يعتبر إرث مولروني كرئيس للوزراء مختلطاً. أكد مولروني أن سياساته الاقتصادية والتجارية الحرة التي كانت تُعد راديكالية في وقتها لم تُلغ من قبل الحكومات اللاحقة، معتبراً ذلك تبريراً. صرح نائب رئيس الوزراء، دون مازانكوفسكي، بأن أعظم إنجازاته تتلخص في "جر كندا إلى القرن الحادي والعشرين". يرتبط إرثه في كندا بشكل كبير مع اتفاقية التجارة الحرة لعام 1989 وضريبة السلع والخدمات (GST). جادل مولروني أن سياسات حكومته الاقتصادية ساعدت الحكومة اللاحقة في القضاء على العجز. أعلن مولروني عند نيته الاستقالة أنه حاول العمل لصالح كندا على المدى الطويل وليس لتحقيق الشعبية السياسية على المدى القصير. في الأشرطة السرية لمولروني، أشار إلى إنجازاته قائلاً: "لا يمكن لأحد أن يسمي رئيس وزراء كندي قام بقدر من الأمور المهمة كما فعلت".
ابتعد العديد من السياسيين المحافظين عن مولروني بعد استقالته بسبب عدم شعبيته الشديدة. حصلت حكومته على نسبة تأييد بلغت 10% في أوائل التسعينيات، حيث شُكك في نزاهته ونواياه في وسائل الإعلام وبين الكنديين وزملائه السياسيين.  في انتخابات 1993، تقلص حزب المحافظين التقدميين إلى مقعدين، وذلك بسبب رد الفعل العكسي ضد مولروني وتفكك "التحالف الكبير" الذي كوّنه. انتقل دعم المحافظين في الغرب إلى حزب الإصلاح، الذي حل محل حزب المحافظين التقدميين كالقوة اليمينية الرئيسية في كندا. حصد المحافظون مقعدين فقط غرب كيبيك في العقد التالي واستمروا في المركز الخامس (الأخير). لم يتحد اليمين الكندي مجددًا حتى اندمج حزب المحافظين التقدميين مع خلف حزب الإصلاح، التحالف الكندي، في ديسمبر 2003 لتشكيل حزب المحافظين الكندي الجديد. 
في مذكراتها الوقت والفرصة، وفي ردها في ناشيونال بوست على الأشرطة السرية لمولروني، قالت كيم كامبل إن مولروني ترك لها وقتاً قصيراً لإنقاذ سمعة حزب المحافظين بعد تلاشي الزخم الناتج عن مؤتمر القيادة. زعمت كامبل أن مولروني كان يدرك أن المحافظين سيهزمون بغض النظر عن قائدهم في الانتخابات، وأراد "كبش فداء يتحمل عبء عدم شعبيته" بدلاً من خليفة حقيقي. في مقابلة عام 2019 مع مجلة ماكلين، وصفت كامبل مولروني بأنه "براغماتي وليس أيديولوجياً". رئيس وزراء أونتاريو السابق ديفيد بيترسون، الذي دعم كلتا محاولتي مولروني للإصلاح الدستوري أثناء توليه المنصب، قال للصحفي بيتر تشارلز نيومان عن مولروني، "لن أثق به أو أحترمه أبداً. إنه كاذب مرضي. للإنصاف، لا أعتقد أنه يعرف أنه يكذب ... يا إلهي، لم يكن بالإمكان أخذ أي شيء قاله على ظاهره. نقطته الضعيفة الأساسية هي تفاهته."
في عام 2006، أطلقت لجنة مكونة من 12 عضوًا لقب "الأخضر" على رئيس الوزراء مالروني، في حدث نظمته مجلة Corporate Knights. صنف مؤرخو الجيش نورمان هيلمر وJ. L. Granatstein مالروني في المرتبة الثامنة بين 20 من رؤساء وزراء كندا في كتابهم عام 1999 رؤساء الوزراء: تصنيف قادة كندا. في عام 2018، وصف عضو الجمعية الوطنية والصحفي السابق في Journal de Montreal، سيلفان لوفيسك، مالروني كتأثير سياسي في انتقاده لقرارات رئيس الوزراء جاستن ترودو. واعتبر زعيم الكتلة الكيبيكية السابق ميشيل غوثير مالروني أعظم رئيس وزراء في آخر 50 عامًا. وفي عام 2019، أطلقت جامعة سانت فرنسيس كزافييه في نوفا سكوتيا معهد براين مالروني للحكومة، مبادرة بقيمة 100 مليون دولار لتقديم درجات في السياسات العامة والحكم.

## تعيينات المحكمة العليا
عين مولروني القضاة التالية أسماؤهم في المحكمة العليا الكندية، حيث تم لاحقاً ترقية بيفرلي ماكلكلين إلى رئيسة قضاة كندا:
- جيرار لا فورست (16 يناير 1985 – 30 سبتمبر 1997)[215]
- كلير لوروه-دوبي (15 أبريل 1987 – 1 يوليو 2002)[216]
- جون سوبينكا (24 مايو 1988 – 24 نوفمبر 1997)[217]
- تشارلز جونتير (1 فبراير 1989 – 1 أغسطس 2003)[218]
- بيتر كوري (1 فبراير 1989 – 1 يونيو 1999)[219]
- بيفرلي ماكلكلين (30 مارس 1989 – 15 ديسمبر 2017; عينت لاحقاً رئيسة قضاة كندا بنصيحة رئيس الوزراء جان كريتيان، اعتباراً من 7 يناير 2000)[220]
- ويليام ستيفنسون (17 سبتمبر 1990 – 5 يونيو 1992)[221]
- فرانك إياكوبوتشي (7 يناير 1991 – 30 يونيو 2004)[222]
- جون س. ميجر (13 نوفمبر 1992 – 25 ديسمبر 2005)[223]

مولروني نصح أيضًا بتعيين أنطونيو لامر كرئيس المحكمة العليا خلال الفترة من 1 يوليو 1990 حتى 6 يناير 2000. عُيّن لامر قاضيًا مساعدًا بناءً على نصيحة رئيس الوزراء بيير ترودو في 28 مارس 1980.

## الأوسمة
طبقاً للبروتوكول الكندي، يُلقَّب بـ"معالي الشريف" مدى الحياة بصفته رئيس وزراء سابقاً.

  
  
  
| الوشاح | الوصف                                                            | ملاخظات                                                                                    | المرجع          |         |
|        | الصليب الأكبر من نيشان الشرف والاستحقاق الوطني (هايتي)           | - مُنح في 1994 - لأجل "أعلى اعتراف بقيادته في الأمور الحيوية التي تؤثر على الأمة" في هايتي. | [ 224 ]         |         |
|        | رفيق وسام كندا (C.C.)                                            | - مُنح في 6 مايو 1998 - قُلد في 22 أكتوبر 1998                                               | [ 225 ]         |         |
|        | الضابط الأكبر في نيشان كيبيك الوطني                              | - 2002 - تكريماً لجهود سكان كيبيك في الإنجازات البارزة.                                     | [ 226 ]         |         |
|        | ميدالية الذكرى 125 لاتحاد كندا                                   | - 1993 - حصل عليها بصفته رئيس وزراء كندا وعضواً منتخباً في مجلس العموم الكندي.               | [ 227 ]         |         |
|        | ميدالية اليوبيل الذهبي للملكة إليزابيث الثانية من كندا           | - 2002 - مُنحت بصفته رئيس وزراء كندا سابقًا وحائزًا على وسام كندا.                            | [ 227 ]         | [ 228 ] |
|        | وسام الملكة إليزابيث الثانية لليوبيل الماسي من كندا              | - 2012 - مُنحت بصفته رئيس وزراء كندا سابقًا وحائزًا على وسام كندا.                            | [ 227 ]         | [ 229 ] |
|        | الصليب الأكبر مع الطوق من وسام الأمير ياروسلاف الحكيم (أوكرانيا) | - 2007 - مُنحت لتثبيت كندا كأول دولة غربية تعترف باستقلال أوكرانيا.                         | [ 230 ]         |         |
|        | الحبل الكبير لـوسام الشمس المشرقة (اليابان)                      | - 2011 - مُنح لتوقيعه على اتفاقية جبر الضرر للكنديين اليابانيين والاعتراف بالأخطاء ضدهم.    | [ 231 ] [ 232 ] |         |
|        | الرفيق الأعلى لأوليفر تامبو (ذهبي) (جنوب إفريقيا)                | - 2015 - مُنح لدوره في القضاء على الفصل العنصري في جنوب إفريقيا ودعمه للديمقراطية.          | [ 233 ]         |         |
|        | قائد وسام جوقة الشرف (فرنسا)                                     | - 2016 - مُنح لخدمته فرنسا بالمثل العليا لعصر التنوير.                                      | [ 234 ]         |         |

### الدرجات الفخرية
بريان مولروني نال عدة درجات فخرية، منها:
| الموقع                 | التاريخ       | المدرسة                         | الدرجة                                |
| ---------------------- | ------------- | ------------------------------- | ------------------------------------- |
| نيوفاوندلاند ولابرادور | أكتوبر 1980   | جامعة ميموريال في نيوفاوندلاند  | دكتوراه في القانون (LL.D)             |
| ماريلاند               | 21 مايو 1992  | جامعة جونز هوبكينز              | دكتور في الآداب الإنسانية (DHL)       |
| كونيتيكت               | 26 أبريل 1994 | جامعة ولاية كونيتيكت المركزية   | دكتوراه في العلوم الاجتماعية (D.S.Sc) |
| إسرائيل                | 1994          | جامعة تل أبيب                   | دكتوراه فخرية في الفلسفة              |
| ميزوري                 | مايو 1998     | جامعة ميزوري–سانت لويس          | دكتوراه في القانون (LL.D)             |
| كيبيك                  | ديسمبر 2005   | جامعة كونكورديا                 | دكتوراه في القانون (LL.D)             |
| ماساتشوستس             | 21 مايو 2007  | كلية بوسطن                      | دكتوراه في القانون (LL.D)             |
| أونتاريو               | 15 يونيو 2007 | جامعة ويسترن أونتاريو           | دكتوراه في القانون (LL.D)             |
| كيبيك                  | 16 يونيو 2007 | جامعة لافال                     | [ 242 ]                               |
| كيبيك                  | 3 يونيو 2016  | جامعة مونتريال                  | دكتوراه غير محددة (PhD)               |
| كيبيك                  | 6 يونيو 2017  | جامعة مكغيل                     | دكتوراه في القانون                    |
| نيو برونزويك           | 15 مايو 2018  | جامعة سانت توماس                | دكتوراه غير محددة                     |
| أونتاريو               | 25 يونيو 2021 | جامعة معهد أونتاريو للتكنولوجيا | دكتوراه في القانون                    |

### وسام كندا
عين مولروني رفيقًا لوسام كندا في 6 مايو 1998. كان نص اقتباسه كالتالي:
قاد رئيس الوزراء الثامن عشر لكندا البلاد لمدة تسع سنوات متتالية. شملت إنجازاته توقيع اتفاقية التجارة الحرة مع الولايات المتحدة، وإبرام اتفاقية التجارة الحرة لأمريكا الشمالية مع كل من المكسيك والولايات المتحدة، وإبرام معاهدة المطر الحمضي. قاد دول الكومنولث ضد الفصل العنصري في جنوب إفريقيا، وعُين رئيسًا مشاركًا لقمة الطفل العالمية للأمم المتحدة. تضمنت إصلاحاته المالية والمبادرات البيئية المهمة وتحقيق التكافؤ الوظيفي نقاطًا بارزة في مسيرته السياسية. 

### جوائز أخرى
أُدخل مولروني في عام 2018 إلى قاعة مشاهير الإعاقة الكندية ونال جائزة جورج بوش للتميز في الخدمة العامة.

## الهوامش
1. ↑  PC CC GOQ (/mʊlˈruːni/ muul-ROO-nee)
2. ↑  وإلا فسيتم إعادة إدراجها في دخل دافع الضرائب إذا تمت بين 22 مايو و31 ديسمبر 1985.
3. ↑  في يونيو 1987، وافق جميع رؤساء الوزراء العشرة على التصديق على الاتفاقية. بين ذلك الوقت ويونيو 1990، تولى ثلاثة رؤساء وزراء معارضين لـ Meech مناصبهم؛ أصبح فرانك ماكينا رئيس وزراء نيو برونزويك في أكتوبر 1987، وأصبح غاري فيلمون رئيس وزراء مانيتوبا في 1988، وأصبح كلايد ويلز رئيس وزراء نيوفاوندلاند ولابرادور في 1989. رفض رؤساء الوزراء الثلاثة دعم الاتفاقية حتى تمت معالجة مخاوفهم في يونيو 1990.
4. ↑  واحتفظت الحكومة الفيدرالية بالسلطة على المجموعات الوطنية مثل هيئة الإذاعة الكندية (CBC) والمجلس الوطني للفيلم.

### الأعمال المُستشهَد بها
- MacDonald، L. Ian (2002). من بوراسا إلى بوراسا: من البرية إلى الترميم (ط. الطبعة الثانية). مونتريال: دار نشر جامعة مكغيل-كوينز. ISBN:0-7735-2392-8.
- Martin، Patrick؛ Gregg، Alan؛ Perlin، George (1983). المتنافسون: بحث المحافظين عن السلطة. تورونتو: برنتيس هول. ISBN:978-0-13-171349-9.
- قانون تعديل قانون ضريبة الدخل واللوائح ذات الصلة، وتعديل خطة المعاشات الكندية، قانون التأمين ضد البطالة لعام 1971، قانون الإدارة المالية وقانون ضريبة عائدات النفط والغاز1, S.C. 1986, c. 6

## مطالعة إضافية

### أرشيف
- ، أوتاوا، أونتاريو: مكتبة وأرشيف كندا، 1942–1998 {{استشهاد}}: الوسيط |title= غير موجود أو فارغ (مساعدة)، تجاهل المحلل الوسيط |collection-url= لأنه غير معروف (مساعدة)، وتجاهل المحلل الوسيط |collection= لأنه غير معروف (مساعدة)

### دراسات
- بيركوسون، ديفيد ج.، ج. ل. جراناتستين و و. ر. يونغ. ثقة مقدسة؟: بريان مولروني وحزب المحافظين في السلطة (1987)
- بليك، ريموند ب. محرر. تحويل الأمة: كندا وبريان مولروني نسخة محفوظة 3 أكتوبر 2023 على موقع واي باك مشين. (McGill-Queen's University Press)، 2007. 456 صفحة؛ (ردمك 978-0-7735-3214-4)
- كلاركسون، ستيفن. كندا وتحدي ريغان: الأزمة والتكيف، 1981–85 (الطبعة الثانية. 1985) مقتطف ونص بحث نسخة محفوظة 23 مارس 2017 على موقع واي باك مشين.
- دونالسون، جوردون. رؤساء وزراء كندا (تورونتو: دوبلداي كندا المحدودة، 1997)
- هال، توني. "الحكم الذاتي أو الوهم الذاتي؟: بريان مولروني وحقوق السكان الأصليين"، مجلة الدراسات الأصلية الكندية (1986) 6#1 صفحات. 77–89. عبر الإنترنت نسخة محفوظة 29 يناير 2024 على موقع واي باك مشين.
- هيلمر، نورمان وج. ل. جراناتستين. رؤساء الوزراء: تصنيف قادة كندا، (1999). (ردمك 0-00-200027-X).
- هامبسون، فين أوسلر. سيد الإقناع: إرث بريان مولروني العالمي (Signal، 2018) عبر الإنترنت نسخة محفوظة 2 مارس 2024 على موقع واي باك مشين..
- فيوجلرز، جون و. ب. "علاقات الدولة والمجتمع في صنع سياسة الهجرة الكندية خلال عهد مولروني." المراجعة الكندية لعلم الاجتماع/المجلة الكندية لعلم الاجتماع 37.1 (2000): 95–110.

### الكتب الشهيرة
- Winners، Losers، بواسطة باتريك براون (صحفي)، راي ميرفي، وروبرت تشودوس، 1976.
- Where I Stand، بواسطة بريان مولروني، ماكليلاند وستيوارت، تورونتو، 1983، (ردمك 0-7710-6671-6)
- Discipline of Power: the Conservative Interlude and the Liberal Restoration، بواسطة جيفري سيمبسون، شركة ماكميلان الكندية، 1984، (ردمك 0-920510-24-8).
- Brian Mulroney: The Boy from Baie Comeau، بواسطة نيك أوف دير مور، راي ميرفي، وروبرت تشودوس، 1984.
- Mulroney: The Making of the Prime Minister، بواسطة إل. يان ماكدونالد، 1984.
- The Insiders: Government، Business، and the Lobbyists، بواسطة جون سواتسكي، 1987.
- Prime Ministers of Canada، بواسطة جيم لوتز، 1987.
- Selling Out: Four Years of the Mulroney Government، بواسطة إريك هاموفيتش، راي ميرفي، وروبرت تشودوس، 1988.
- Spoils of Power: the Politics of Patronage، بواسطة جيفري سيمبسون، 1988.
- Friends in high places: politics and patronage in the Mulroney government، بواسطة كلير هوى، 1989.
- Betrayal of Canada، بواسطة ميل هورتيغ، ستودارت باب. كو.، 1991، (ردمك 0-7737-2542-3)
- Mulroney: The Politics of Ambition، بواسطة جون سواتسكي، 1991.
- Right Honourable Men: the Descent of Canadian Politics from Macdonald to Mulroney، بواسطة ميخائيل بليس، 1994.
- On the Take: Crime، Corruption and Greed in the Mulroney Years، بواسطة ستيفي كاميرون، 1994.
- The Prime Ministers of Canada، بواسطة جوردون دونالدسون (صحفي)، 1997.
- Promises، Promises: Breaking Faith in Canadian Politics، بواسطة أنتوني هايد، 1997.
- Presumed Guilty: Brian Mulroney، the Airbus Affair، and the Government of Canada، بواسطة ويليام كابلان، 1998.
- The Last Amigo: Karlheinz Schreiber and the Anatomy of a Scandal، بواسطة ستيفي كاميرون وهارفي كاشور، 2001.
- Egotists and Autocrats: The Prime Ministers of Canada، بواسطة جورج بورينغ، 1999.
- Bastards and Boneheads: Canada's Glorious Leaders، Past and Present، بواسطة ويل فيرغسون، 1999.
- A Secret Trial: Brian Mulroney، Stevie Cameron، and the Public Trust، بواسطة ويليام كابلان، 2004.
- The Secret Mulroney Tapes: Unguarded Confessions of a Prime Minister، بواسطة بيتر تشارلز نيومان، 2005.

## وصلات خارجية
- مارتن مولروني – السيرة في البرلمان الكندي
- مقال في الموسوعة الكندية
- مرات الظهور على سي-سبان
- مارتن مولروني على موقع IMDb (الإنجليزية)
- مارتن مولروني على موقع الموسوعة البريطانية (الإنجليزية)
- مارتن مولروني على موقع مونزينجر (الألمانية)
- مارتن مولروني على موقع ميوزك برينز (الإنجليزية)
- مارتن مولروني على موقع إن إن دي بي (الإنجليزية)